# Himertosoma tanosum
Himertosoma tanosum là một loài tò vò trong họ Ichneumonidae.